# 보너빌호

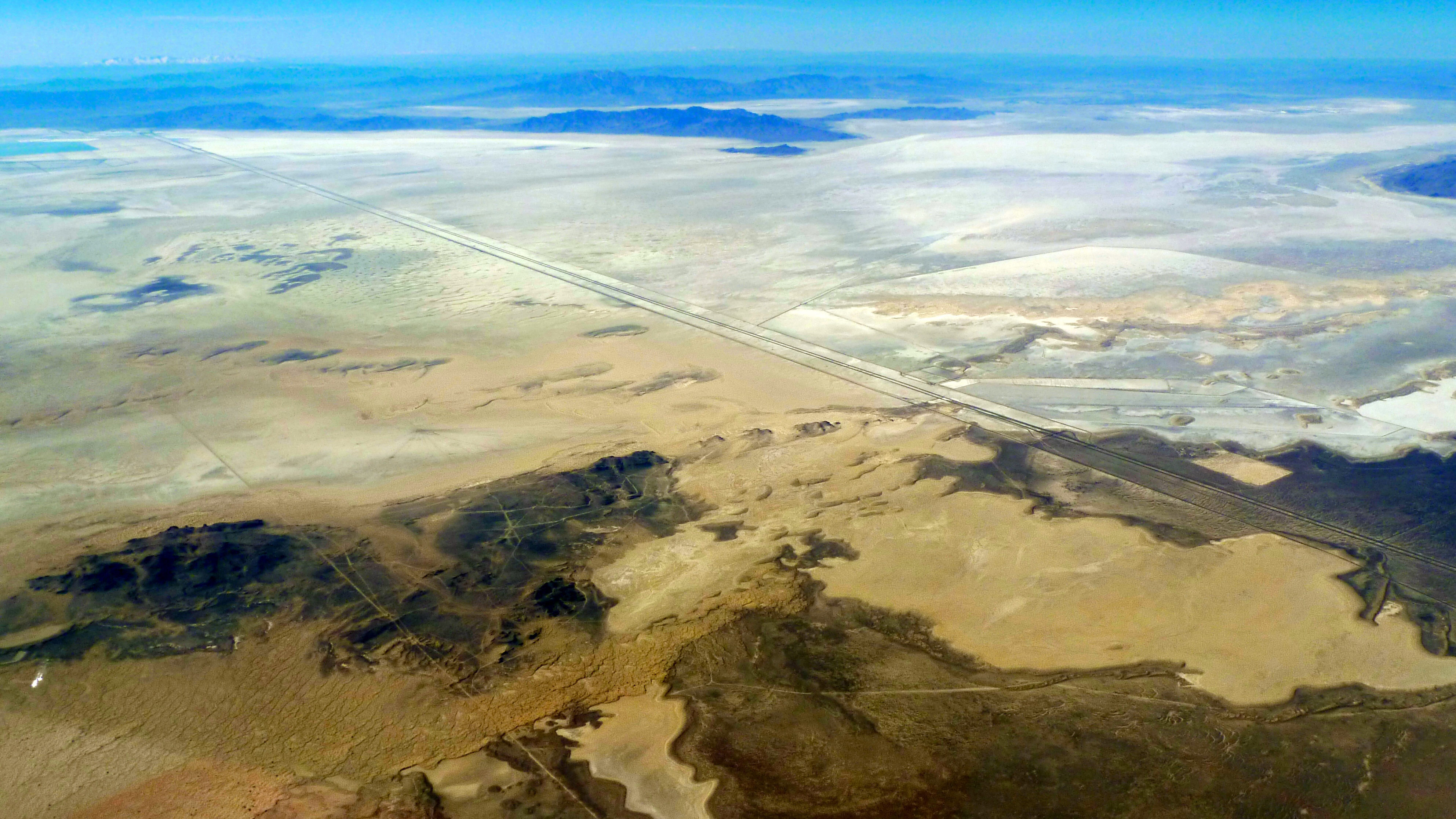

보너빌 호수(Lake Bonneville)는 약 1만년 전까지 미국 유타주, 네바다주, 아이다호주에 걸쳐 존재한 거대 민물 호수이다. Bonneville Salt Flats와 그레이트 솔트 레이크는 보너빌 호수가 증발해 소멸하는 과정에서 남아있는 잔여물이다.

## 같이 보기
- 블랙록 사막